# Рамонда
Рамонда (лат. Ramondia) — род семейства Геснериевые (лат. Gesneriaceae). Многолетнее небольшое, около 10 см высотой, красивоцветущее травянистое морозостойкое растение, формой кустика и цветком напоминающее фиалку.

## Описание
Род Рамонда насчитывает 3 вида вечнозелёных травянистых многолетников.
Растёт на северо-востоке Испании, в Пиренеях и на каменистых склонах Балканских гор.
Невысокая распластанная розетка складчатых опушённых листьев, разнообразных форм и окраски. Цветки плоские, слегка или значительно, в зависимости от вида, чашеобразные, разных расцветок. Цветок сложен из 4, 5, изредка 6 лепестков, на тонком безлистном цветоносе располагается по одному или по нескольку в верхушечном соцветии. Цветёт в конце весны — начале лета.

## Виды и сорта
- Ramonda myconi syn. R. pyrenaica — вечнозелёный многолетник с приземной розеткой слегка сморщенных овальных или широкояйцевидных тёмно-зелёных листьев длиной 8 см. Верхушечное соцветие из плоских, 5-лепестковых, около 2,5 см в диаметре, обычно ярко-фиолетово-синих с жёлтыми пыльниками цветов, расцветает в конце весны. Ширина розетки 20 см. Существуют формы с розовыми и белыми цветами. Родина — Пиренеи, северо-восток Испании.

- Ramonda nathaliae — вечнозелёный многолетник с приземной розеткой овальных или широкояйцевидных блестящих светло-зелёных листьев длиной 5 см, опушённых и слегка сморщенных, цельнокрайных или слегка зубчатых. Верхушечное соцветие из плоских, 4-лепестковых, около 3,5 см в диаметре, обычно ярко-фиолетово-синих с оранжевой серединой и жёлтыми пыльниками цветов, расцветает в конце весны. Ширина розетки 10 см. Родина — Сербия, Македония, Греция.

- Ramonda serbica — Рамонда сербская — вечнозелёный многолетник с приземной розеткой узко-яйцевидных опушённых и слегка сморщенных светло-зелёных листьев длиной 5 см, по краю слегка зубчатых. Верхушечное соцветие из чашевидных, 5- иногда 6-лепестковых, около 3,5 см в диаметре, светло-фиолетово-синих с синими пыльниками цветов, расцветает в конце весны — начале лета. Ширина розетки 15 см. Родина — Албания, запад Черногории, Македония, запад Греции, Сербия, северо-запад Болгарии.

## Использование
В рокариях, альпинариях, в зазорах каменных опорных стен. На торфяных участках сада вместе с вересковыми.